# Olympische Sommerspiele 2000/Teilnehmer (Suriname)
| Gelbes Symbol für Goldmedaillen mit stilisierten Olympischen Ringen | Graues Symbol für Silbermedaillen mit stilisierten Olympischen Ringen | Braundes Symbol für Bronzemedaillen mit stilisierten Olympischen Ringen |
| ------------------------------------------------------------------- | --------------------------------------------------------------------- | ----------------------------------------------------------------------- |
| —                                                                   | —                                                                     | —                                                                       |

Suriname nahm bei den Olympischen Sommerspielen 2000 in Sydney zum neunten Mal an Olympischen Sommerspielen teil. Die Delegation umfasste vier Athleten.

## Teilnehmer nach Sportart

### Leichtathletik
- Guillermo Dongo
Männer, 100 m: in der 1. Runde ausgeschieden (11,10 s)
- Letitia Vriesde
Frauen, 800 m: in der 1. Runde ausgeschieden (2:02,09 min)

### Schwimmen
- Carolyn Adel
Frauen, 200 m Lagen: 22. Platz (2:19,17 min)
Frauen, 400 m Lagen: 22. Platz (4:57,90 min)
- Mike Fung-a-Wing
Männer, 100 m Rücken: 48. Platz (59,06 s)